# Willis Corroon Building
Willis Corroon Building (dříve Willis Faber & Dumas Headquarters zkráceně Willis Faber Building) je administrativní budova v Ipswich ve Velké Británii ležící v ulici Friars Street. Byla postavena pro pojišťovací společnost Willis Faber & Dumas (dnes Willis Corroon). Architekty byli Norman Foster a Michael Hopkins, investorem byl Willis National Ltd. stavba probíhala v letech 1970-1975. Budova na výšku měří 21,5 metrů a je považovaná za jeden z mezníků stylu High-Tec.
Administrativní budova Willis Faber & Dumas Headquarters je jednou z prvních realizací kanceláře Foster Associates, která vznikla po rozpadu Team 4. V roce 1990 dostala titul RIBA Architecture Awards Trust, Trustees Medal a byla označena za jednu z nejkrásnějších staveb navržených britským architektem za poslední čtvrtstoletí. Krom toho 25. dubna 1991 dostala jako nejmladší stavba v Británii postavení památkově chráněné budovy prvního stupně, což znamená, že už nikdy nemůže být stavebně upravovaná.
Tvar budovy zapříčinil nepravidelný tvar stavebního pozemku v centru Ipswiche, který obklopuje hned několik rušných křižovatek. Na začátku bylo zvažováno více alternativ tvaru budovy. Věžovitá stavba byla ihned zamítnuta, jelikož by se vymykala charakteru města Iswich, které je celé nízkopodlažní. Celkem jednoznačně ze všech návrhů Fostera „zvítězila“ nižší trojpodlažní stavba.
Budova je navržená pro 1300 zaměstnanců. Byla koncipovaná v duchu demokratizace a soudržnosti i na pracovišti.
Dominantním prvkem interiéru budovy je její centrální lobby s eskalátory, vedoucích od vstupu až na střešní terasu. Toto jádro tvoří v budově prosklené atrium, kterým vniká do srdce Willisu velké množství světla, což bylo skutečně nutné, protože poschodí jsou velmi dlouhá. Na střeše se nachází restaurace se zahradou. Další z aktivit, která měla povzbuzovat „družný“ život zaměstnanců byl 25metrový plavecký bazén v přízemí budovy. Z důvodu malého využití byl bazén nakonec v 80. letech zavřený, překrytý podlahou a dnes slouží jako další kancelářský prostor. Díra pro bazén je však stále vidět díky skleněnému pásu zasazenému do podlahy. V prvním a druhém poschodí jsou open space kanceláře.
Konstrukce 750 mm silných kazetových stropních desek spočívá na železobetonových sloupech, které tvoří čtverec o straně 14 metrů. Subtilnější nosné sloupy jdoucí po obvodě stavby jsou rozmístěné po 7 metrech. Okolo obvodu a schodišťového lobby jsou odhalené konzoly, které se zužují, čímž dodávají stropu na lehkosti a eleganci. Nosné sloupy (40 mm silná výztuž) mají v přízemí průměr jeden metr a v každém poschodí se jejich profil zužuje. V druhém a třetím poschodí je jejich průměr 800 mm a ve střešní části už jen 600 mm.
Plášť je celý z kouřových skel. Ty mají zabraňovat přehřívání interiéru od slunce. Přes den skleněná fasáda odráží okolní budovy a v noci zase umožňuje pohled do interiéru.